# Шејди Гроув (округ Пони, Оклахома)
Шејди Гроув (енгл. Shady Grove, Pawnee County) град је у америчкој савезној држави Оклахома.

## Демографија
По попису из 2010. године број становника је 2, што је 42 (-95,5%) становника мање него 2000. године.
| Група             | 2000.      | 2010.      |
| Белци             | 37 (84,1%) | 2 (100,0%) |
| Афроамериканци    | 0 (0,0%)   | 0 (0,0%)   |
| Азијати           | 0 (0,0%)   | 0 (0,0%)   |
| Хиспаноамериканци | 0 (0,0%)   | 0 (0,0%)   |
| Укупно            | 44         | 2          |